# Eko Yuli Irawan
Eko Yuli Irawan (* 24. července 1989 Lampung) je indonéský vzpěrač.

## Kariéra
Na mistrovství světa juniorů ve vzpírání v roce 2006 získal v kategorii do 56 kg stříbrnou medaili celkovým výkonem 269 kg, na MSJ 2007 ve stejné kategorii vyhrál, když zvedl ve dvojboji 273 kg.
Na mistrovství světa ve vzpírání 2006 skončil do 56 kg na osmém místě, na mistrovství světa ve vzpírání 2007 získal bronzovou medaili výkonem 278 kg.
Kategorii do 56 kg vyhrál na Hrách jihovýchodní Asie 2007 i na indonéské národní soutěži Pekan Olahraga Nasional v roce 2008.
Na mistrovství Asie ve vzpírání 2008 získal stříbrnou medaili ve váze do 62 kg výkonem 305 kg.
Na Letních olympijských hrách 2008 obsadil třetí místo, celkově vzepřel 288 kg.
Na mistrovství světa ve vzpírání 2009 byl druhý (315 kg) a na mistrovství světa ve vzpírání 2011 třetí (310 kg).
Vyhrál letní Univerziádu 2011 výkonem 310 kg.
Bronzovou olympijskou medaili obhájil na LOH 2012 (317 kg). Na olympiádě 2016 byl ve váze do 62 kg druhý.